# Okroug urbain de Lessozavodsk
L'okroug urbain de Lessozavodsk (en russe : Лесозаво́дский городско́й о́круг, Lessozavodski gorodskoï okroug) est une subdivision administrative (ville d'importance régionale) et une municipalité (okroug urbain) du kraï du Primorié en Russie. Situé en Extrême-Orient russe dans le kraï de l'Oussouri, il se situe dans la plaine du Khanka dans le centre-sud du Primorié, et il est frontalier de la Chine. Son centre administratif est la ville de Lessozavodsk, et il compte en tout 22 localités. Sa population s'élevait à 40 210 habitants en 2023.

## Démographie
Recensements (*) ou estimations de la population,:
| 1933   | 1939*  | 1959*  | 1970*  | 1979*  | 1989*  |
| ------ | ------ | ------ | ------ | ------ | ------ |
| 46 700 | 33 848 | 41 625 | 44 223 | 49 302 | 56 635 |

| 2002*  | 2010*  | 2021*  | 2022   | 2023   | - |
| ------ | ------ | ------ | ------ | ------ | - |
| 52 244 | 45 200 | 40 863 | 40 707 | 40 210 | - |

## Localités
L'okroug urbain de Lessozavodsk comptait au 29 juin 2023 22 localités, dont une ville.
| Liste des localités | Liste des localités | Liste des localités | Liste des localités         | Liste des localités         |
| N°                  | Localité            | Statut              | Population Recensement 2010 | Population Recensement 2021 |
| ------------------- | ------------------- | ------------------- | --------------------------- | --------------------------- |
| 1                   | Boussé              | village             | 46                          |                             |
| 2                   | Glazovka            | village             | 373                         |                             |
| 3                   | Donskoïe            | village             | 195                         |                             |
| 4                   | Elizabetovka        | village             | 111                         |                             |
| 5                   | Ilmovka             | village             | 132                         |                             |
| 6                   | Innokentievka       | village             | 562                         |                             |
| 7                   | Kabarga             | gare ferroviaire    | 39                          |                             |
| 8                   | Koursk              | village             | 638                         |                             |
| 9                   | Lesnoïé             | village             | 292                         |                             |
| 10                  | Lessozavodsk        | ville               |                             | 35 433                      |
| 11                  | Markovo             | village             | 465                         |                             |
| 12                  | Nevski              | village             | 388                         |                             |
| 13                  | Orlovka             | village             | 41                          |                             |
| 14                  | Panteleïmonovka     | village             | 1086                        |                             |
| 15                  | Polévoïe            | village             | 794                         |                             |
| 16                  | Prokhasko           | gare ferroviaire    | 15                          |                             |
| 17                  | Roujino             | village             | 563                         |                             |
| 18                  | Tamga               | village             | 252                         |                             |
| 19                  | Tikhmenevo          | village             | 917                         |                             |
| 20                  | Tourguenievo        | village             | 110                         |                             |
| 21                  | Ourojnaïnoïe        | village             | 818                         |                             |
| 22                  | Filaretovka         | village             | 329                         |                             |